# Платц, Райнхольд
Райнхольд Платц (нем. Reinhold Platz; 16 января 1886, Котбус — 15 сентября 1966, Аренсбург) — немецкий авиаконструктор и производитель, работавший на голландскую компанию Fokker.
Платц был нанят Фоккером в 1912 году в качестве сварщика. Его первым практическим проектом была сварка деталей рамы Fokker Spin. Платц стал главным конструктором завода Fokker в Шверине в 1916 году. Платц не имел высшего образования, как Антон Фоккер, но был человеком практических знаний. Это превратило этих двух мужчин в сильную команду, в которой Фоккер смог воплотить новые революционные идеи в конструкции самолётов, а Платц реализовал их в прототипах самолётов. Платц стал главным конструктором на заводе Fokker в Амстердаме после Первой мировой войны .
Платцу в настоящее время в значительной степени приписывают создание инновационного истребителя Fokker D.VII. Некоторые предположили, что Платц был просто мастером сварочного агрегата в Fokker, и что его статус был повышен в книге Вейля (см. ниже) в попытке очернить конструкторские достижения Антона Фоккера.
Платц родился в Котбусе и умер в Аренсбурге.